# Olympische Sommerspiele 1992/Teilnehmer (Mosambik)
| Gelbes Symbol für Goldmedaillen mit stilisierten Olympischen Ringen | Graues Symbol für Silbermedaillen mit stilisierten Olympischen Ringen | Braundes Symbol für Bronzemedaillen mit stilisierten Olympischen Ringen |
| ------------------------------------------------------------------- | --------------------------------------------------------------------- | ----------------------------------------------------------------------- |
| —                                                                   | —                                                                     | —                                                                       |

Mosambik nahm an den Olympischen Sommerspielen 1992 in Barcelona, Spanien, mit einer Delegation von sechs Sportlern (drei Männer und Frauen) an sieben Wettkämpfen in zwei Sportarten teil. Medaillen konnten keine gewonnen werden. Es war die vierte Teilnahme an Olympischen Sommerspielen für das Land. 

## Teilnehmer nach Sportarten

### Leichtathletik
Damen
- Maria Mutola
  - 800 Meter

Runde eins: in Lauf fünf (Rang zwei) für das Halbfinale qualifiziert, 2:00,83 Minuten
Halbfinale: in Lauf eins (Rang zwei) für das Finale qualifiziert, 1:58,16 Minuten
Finale:1:57,49 Minuten, Rang fünf
  - 1500 Meter

Runde eins: in Lauf drei (Rang drei) für das Halbfinale qualifiziert, 4:07,59 Minuten
Halbfinale: in Lauf drei (Rang drei) für das Finale qualifiziert, 4:04,20 Minuten
Finale: 4:02,60 Minuten, Rang neun

- Tina Paulino
  - 400 Meter

Runde eins: in Lauf drei (Rang fünf) für das Viertelfinale qualifiziert, 52,93 Sekunden
Viertelfinale: ausgeschieden in Lauf zwei (Rang sieben), 52,34 Sekunden

Herren
- Jaime Rodrigues
  - 400 Meter

Runde eins: ausgeschieden in Lauf eins (Rang sieben), 48,89 Sekunden

### Schwimmen
Damen
- Mariza Gregorio
  - 100 Meter Schmetterling

Runde eins: ausgeschieden in Lauf eins (Rang sechs), 1:10,27 Minuten

Herren
- Sergio Fafitine
  - 100 Meter Rücken

Runde eins: ausgeschieden in Lauf zwei (Rang sechs), 1:13,76 Minuten

- José Mossiane
  - 50 Meter Freistil

Runde eins: ausgeschieden in Lauf vier, disqualifiziert